# William McCaughey
William McCaughey (Kansas City, 12 de dezembro de 1929 — Rancho Cucamonga, 26 de maio de 2000) é um sonoplasta estadunidense. Venceu o Oscar de melhor mixagem de som na edição de 1979 por The Deer Hunter, ao lado de Richard Portman, Aaron Rochin e Darin Knight.